# Grille de Cardan
La grille de Cardan est une méthode d'écriture des messages secrets en utilisant une grille de décodage. 

## Histoire
En 1550, Girolamo Cardano (1501-1576), connu en France comme Jérôme Cardan, a proposé une grille simple pour la rédaction de messages cachés. Il a pour but de masquer les messages dans une lettre ordinaire de sorte que, aux yeux de tous, l'ensemble du texte semble tout à fait ordinaire et ne ressemble en rien à un quelconque chiffrement. 
Ce message déguisé est considéré comme un exemple de stéganographie, qui est une sous-branche de la cryptographie. Mais des grilles dont Cardan n'était pas l'inventeur ont également pris ce nom, et, donc, Cardan est devenu un nom générique pour les algorithmes grille de carton.
Le Cardinal Richelieu (1585-1642) avait la réputation d'être friand de la grille de Cardan et de l'avoir utilisée à la fois pour sa correspondance privée et diplomatique. Les hommes instruits du XVIIe siècle en Europe, ont été familiarisés avec les jeux de mots en littérature, y compris acrostiches, anagrammes et chiffres. 
Bien que les grilles de Cardan d'origine aient été peu utilisées à la fin du XVIIe siècle, elles apparaissaient encore de temps en temps sous la forme de lettres masquées dans les curiosités littéraires. George Gordon Byron, par exemple, affirmait avoir écrit un poème sur un message à l’aide d’une grille de Cardan - mais plus comme une démonstration d'habileté verbale que d'un message chiffré sérieux. 
Les grilles possèdent des ouvertures alternatives pour de simples lettres, pour une utilisation rapide. Les messages sont remplis avec un mélange de lettres ou de chiffres et sont clairement cryptographiés, tandis que Cardano entendait créer des stéganogrammes. 
Ces grilles de lettres uniques nommées Cardan, sont ensuite désignées comme de simples carton de chiffrement.
Une autre variante est une grille tournante ou treillis graphique, sur la base de l’échiquier, qui a été utilisé jusqu’à la fin du XVIe siècle. 
La grille tournante est réapparue dans une forme plus sophistiquée à la fin du XIXe siècle par une invention de Edouard Fleissner von Wostrowitz.

## Construction

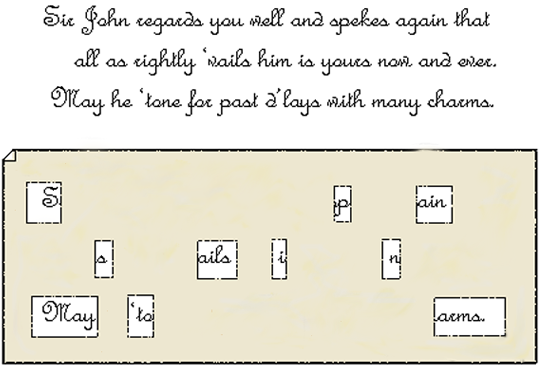
La grille de Cardan n’a pas de modèle fixe

Une grille de Cardan est faite à partir d'une feuille de papier assez rigide, de parchemin ou de métal mince. Le document est réglé pour représenter des lignes d’écriture et des zones rectangulaires sont coupés à des intervalles arbitraires entre ces lignes.
On place la grille sur une feuille de papier et on écrit son message dans les ouvertures rectangulaires, dont certaines peuvent permettre une seule lettre, une syllabe ou un mot entier. Ensuite, en retirant la grille, les espaces libres sont remplis afin de créer une note ou une lettre qui dissimule le vrai message. Cardano suggère la rédaction du texte par trois fois afin de lisser toute irrégularité qui pourrait trahir les mots cachés. 
Le destinataire du message doit posséder une grille identique. Des exemplaires de grilles sont découpés à partir du modèle d'origine, mais de nombreux modèles pourraient être faits pour une correspondance unique. 
La grille peut être placée selon quatre positions – face en haut, face en bas, en position verticale et inversée – ce qui augmente le nombre de cases possibles sur les quatre positions.

Quatre positions de la grille.

En pratique, il peut être difficile de construire un message innocent autour d'un texte masqué. Un langage strict attire l'attention sur lui-même et le but de la grille de Cardan est de créer un message "sans suspicion" dans les textes de Francis Bacon. Mais la tâche est plus facile pour Cardano, parce que l'orthographe du XVIe siècle n'a pas été normalisée et laisse beaucoup de place pour la contraction grammaticale et parures de calligraphie.

## Détection de messages codés à l'aide d'une grille de Cardan
Un message de Cardan risque d'attirer l'attention par une langue peu naturelle ou par une écriture inégale. Un analyste peut tenter de reconstruire la grille quand il a plusieurs exemples de messages suspects d'un même correspondant. 
Bien exécuté, un message de Cardan peut être difficile à repérer. Il peut arriver qu'un analyste soupçonne et "découvre" la présence d'un message caché même dans une lettre en réalité innocente. Ainsi, dans la pratique, la seule solution est d'obtenir la grille elle-même.

## Inconvénients des grilles de Cardan
La méthode est lente et nécessite des compétences littéraires. Par-dessus tout, tout dispositif de chiffrement physique est sujet à la perte, au vol et à la saisie. Perdre une grille, c'est perdre tous les secrets de correspondance construits avec cette grille. 
La grille de Cardan, dans sa forme originale, est d’un intérêt plus littéraire que cryptographique. Par exemple, une controverse entoure le manuscrit de Voynich, qui pourrait être un faux texte chiffré du XVIe siècle, peut-être construit avec une grille de Cardan, qui aurait été utilisée pour générer un texte pseudo-aléatoire sans signification à partir d'un texte préexistant.